# Cities of Love

Cities of Love est une franchise cinématographique idéalisée et créée par le producteur, scénariste et réalisateur français Emmanuel Benbihy.
Réunissant des cinéastes de différents styles, chaque film de cette franchise réunit plusieurs courts métrages dont la toile de fond ou le thème principal de leurs histoires est une grande ville ou une ville emblématique de la planète.
Après le succès de Paris, je t'aime et de New York, I Love You, plusieurs villes ou producteurs se montrent intéressés par le développement du même principe, et une licence a été mise au point, Rio, I Love You étant le premier à l'acheter dès 2009 pour un film sorti en 2014.

## Liste des films
Films réalisés
- 2005 : Paris, je t'aime
- 2009 : New York, I Love You
- 2014 : Rio, I Love You
- 2014 : Tbilisi, I Love You
- 2019 : Berlin, I Love You

Films en projet ou en cours de production

Sauf indication complémentaire, il s'agit des villes indiquées sur une carte du monde disponible sur le site officiel de la franchise.
- Shanghai, I Love You[2]
- Rotterdam, I Love You[3]
- Malmö, I Love You[4]
- Marseille, je t'aime[5],[6]
- Delhi, I Love You[7]
- London, I Love You
- St Petersbug, I Love You
- Istanbul, I Love You
- Jerusalem, I Love You
- Dubai, I Love You
- Beijing, I Love You
- Shenzhen, I Love You
- Hong Kong, I Love You
- Kuala Lumpur, I Love You
- Singapore, I Love You
- Tokyo, I Love You